# Никола ди Улиссе

Никола ди Улиссе. Воскресение. 1470-е годы. Музей Кастеллина, Норчиа.

Никола ди Улиссе (итал. Nicola di Ulisse da Siena; известен по документам с 1428 по 1470 гг.) — итальянский художник сиенской школы.
Дата и место рождения мастера неизвестны. Специалисты считают, что Никола родился и вырос в Сиене, поскольку в документах он фигурирует как Никола ди Улиссе да Сиена, т.е «из Сиены». Однако Никола ди Улиссе работал не только в Сиене, но также в Норчии и на территории провинции Марке. Он был разносторонним художником, писал фрески, создавал станковые произведения и посвящал много времени книжной миниатюре. В частности, ему приписываются миниатюры из рукописи Missale Romanum («Римский молитвенник»; Сиена, Публичная библиотека), созданной в 1427-28 годах по заказу кардинала Антонио Казини, чей фамильный герб можно увидеть в нижней части нескольких страниц. Это первое по времени известное произведение Николы ди Улиссе. В 1442 году художник находился в городе Норчиа, где работал с Бартоломео ди Томмазо, мастером из Фолиньо и тремя другими мастерами, расписывая хоры церкви Сант Агостино. Это произведение было утрачено, равно как и другая его работа в церкви Санта Мария Арджентея, известная только из документов.
Согласно архивным документам, в 1451-52 годах он жил в Сиене, где был известен как «Magistro» (магистр). Из этого можно сделать вывод, что к тому моменту, когда Никола покинул Сиену, он был уже известным мастером. Архивные источники сообщают также, что во время пребывания в Сиене он получил очень престижный заказ на создание картины «Вознесение Марии», которая украшала зал Палаццо Пубблико (Городская ратуша), но ныне утеряна. В 1457 мастер работал в городке Кашья, где расписал фресками церковь Сан Агостино, однако эти росписи почти все погибли. В 1461 году он расписал хоры для монахинь в той же церкви, создав цикл фресок на тему Страстей Христовых. Они были сильно испорчены позднейшей реставрацией. Тем не менее, даже в таком виде фрески дают возможность понять, в какой степени на искусство Николы оказывали влияние флорентийские новшества. В сохранившейся подписи Никола именует себя «ingenio nullo superandus», то есть «непревзойдённым в искусствах». От этого периода сохранилась «Мадонна с младенцем и святыми», которая находится в ц. Сан Франческо в Кашье.
С 1470 года художник жил в Норче, где у него был собственный дом. Архивные документы сообщают, что он был женат на женщине по имени Анджелелла и усыновил некоего Бартоломео ди Джованни Бенедетти. По заказу церкви Санта Сколастика Никола написал одно из самых известных своих произведений — «Воскресение» (Норча, Музео Кастеллина). На нём он изобразил Христа, слегка прикрытого полупрозрачной вуалью, восстающего из каменного гроба. В главном алтаре аббатства Св. Евтихия сохранился расписной крест работы Николы. Живя в Норче, художник выполнял заказы и за её пределами. Для церкви Сан Сальваторе в Кампи, рядом с Норчей, Никола написал картину «Сошествие во ад». Ему также приписывают фреску в небольшой церкви Кастелло ди Алифорни (Сан Северино, Марке), с изображением Мадонны с младенцем в окружении ангелов. Кроме того, в Сполето сохранился «Полиптих св. Евтихия» (1472г) его работы, на левых створках которого изображены св. Плацидий и Бенедикт, на правой — св. Спес и Флоренций. Центральная панель в полиптихе отсутствует, исследователи предполагают, что её не было вообще, а в нише, образованной резной рамой, располагалась статуя Мадонны с младенцем, либо святого Евтихия. Атрибуция произведения была установлена благодаря надписи, которая была ещё различима в XVI веке, в ней сообщалось имя художника и дата. Произведение было написано для аббатства Св. Евтихия в Норче.
В Британской библиотеке хранится манускрипт — «Божественная комедия» Данте (он известен также как «Божественная комедия» Йейтса Томпсона), иллюстрации к которому созданы двумя разными художниками. В 1964 году английский искусствовед Миллард Мисс привел достаточно убедительные аргументы в пользу того, что авторами миниатюр являются Джованни ди Паоло, и Приамо делла Кверча. Однако позднее, в 1977 году итальянская исследовательница Джульетта Келацци Дини привела не менее основательные аргументы, доказывающие, что миниатюры, приписанные Миссом Приамо делла Кверча, на самом деле создал Никола ди Улиссе. Об этом свидетельствуют многочисленные параллели между подписанными произведениями Николы и миниатюрами «Ада» и «Чистилища» из лондонской «Божественной комедии». Тем не менее её точка зрения не получила широкой поддержки среди специалистов.